# Dihidrolipoilizinski-ostatak sukciniltransferaza
Dihidrolipoilizinski-ostatak sukciniltransferaza (EC 2.3.1.61, dihidrolipoamidna S-sukciniltransferaza, dihidrolipoamidna sukciniltransferaza, dihidrolipoinska transsukcinilaza, dihidrolipolil transsukcinilaza, dihidrolipoil transsukcinilaza, lipoat sukciniltransferaza (Escherichia coli), lipoinska transsukcinilaza, lipoilna transsukcinilaza, sukcinil-KoA:dihidrolipoamid S-sukciniltransferaza, sukcinil-KoA:dihidrolipoat S-sukciniltransferaza, enzim-dihidrolipoillizin:sukcinil-KoA S-sukciniltransferaza) je enzim sa sistematskim imenom sukcinil-KoA:enzim-N6-(dihidrolipoil)lizin S-sukciniltransferaza. Ovaj enzim katalizuje sledeću hemijsku reakciju
sukcinil-KoA + enzim 6-(dihidrolipoil)lizin {\displaystyle \rightleftharpoons } KoA + enzim 6-(S-sukcinildihidrolipoil)lizin
Multimer (24-mer) ovog enzima formira srž multienzimskog kompleksa, i čvrsto vezuje EC 1.2.4.2, oksoglutaratnu dehidrogenaza (sukcinilni transfer) i EC 1.8.1.4, dihidrolipoilnu dehidrogenazu.

## Spoljašnje veze
- Dihydrolipoyllysine-residue+succinyltransferase на 